# Лев пустыни
Ле́в пусты́ни  (англ. Lion of the Desert) — ливийский исторический, эпический и военный фильм 1981 года, снятый сирийско-американским режиссёром Мустафой Аккадом. Рассказывает о национальном герое ливийского народа — Омаре Мухтаре.

## Сюжет
Действие фильма происходит в 1929 году. Бенито Муссолини назначает генерала Родольфо Грациани на должность губернатора колонии Ливии. Сопротивление итальянцам возглавляет Омар Мухтар. Несмотря на значительную технологический разрыв в вооружении и несение больших потерь, на протяжении 20 лет бойцы сопротивления не позволяют итальянцам окончательно завладеть Ливией. В конце концов Мухтара берут в плен и судят как повстанца. Его адвокат апеллирует к тому, что Мухтар никогда не признавал итальянского господства, поэтому не может быть осуждён как повстанец. По мнению адвоката, с Мухтаром должны обращаться как с военнопленным. Однако судьи отвергают этот довод, и Мухтара казнят через повешение.

## В ролях
| Актёр              | Роль                                               |
| ------------------ | -------------------------------------------------- |
| Энтони Куинн       | Омар Мухтар                                        |
| Оливер Рид         | генерал Родольфо Грациани                          |
| Ирен Папас         | Мабрука                                            |
| Раф Валлоне        | полковник Джузеппе Диодис (итал. Giuseppe Daodice) |
| Род Стайгер        | Бенито Муссолини                                   |
| Джон Гилгуд        | Шариф Аль Гариани (араб. الشارف الغرياني‎)          |
| Эндрю Кейр         | Салем                                              |
| Гастоне Москин     | майор Томелли                                      |
| Стефано Патрици    | лейтенант Сандрини                                 |
| Адольфо Ластретти  | полковник Сарсани                                  |
| Скай Дюмонт        | принц Амадей Савойский, герцог Аостский            |
| Такис Эммануель    | Бу-Матари                                          |
| Родольфо Биготти   | Исмаил                                             |
| Роберт Браун       | Аль-Фадель                                         |
| Элеонора Статопулу | Мама Али                                           |
| Клаудио Гора       | председатель суда                                  |

## Критика
Фильм получил умеренные отзывы критиков. Так, газета The Guardian охарактеризовала его как затянутый и местами непрофессиональный, но достаточно точно передающий итальянских колонизаторов и ливийских сопротивленцев. Газета же The New York Times отметила качественную постановку батальных сцен и хорошую подборку актёров.
В Италии фильм был в 1982 г. запрещен к показу, потому что, по словам премьер-министра Джулио Андреотти, он «наносит ущерб итальянской армии».